# Mark Woodforde
Mark Woodforde, född 23 september 1965 i Adelaide, Australien, är en vänsterhänt tidigare tennisspelare från Australien med framförallt stora framgångar i dubbel och mixed dubbel.
Han har spelat dubbel tillsammans med bland andra Todd Woodbridge.